# Era Fascista
Era Fascista (с итал. — «фашистская эра») — календарная эра (летоисчисление), использовавшаяся в фашистской Италии. Назначение Бенито Муссолини премьер-министром в ходе марша на Рим, 29 октября 1922 года, являлось первым днём первого года, Anno I, Era Fascista. Календарь был создан в 1926 году и стал официальным в Anno V (1927 году). Каждый год Era Fascista назывался Anno Fascista (с итал. — «фашистский год») и сокращался как A. F. Многие памятники в Италии до сих пор носят даты Era Fascista.
Даты Era Fascista часто состояли из григорианской даты и соответствующего года Era Fascista римскими цифрами, что было частью присвоения римских символов фашистской пропагандой. Год Era Fascista иногда писался как Anno XIX, A. XIX или сопровождался буквами E. F. Фашистским календарём намеревались заменить «буржуазный» григорианский календарь в итальянской общественной жизни настолько, что в 1939 году газетам было запрещено писать о дне Нового года.
Десятая годовщина марша на Рим, Anno X, была названа Decennale, что было отсылкой к древнеримским деценналиям. Центральным элементом пропаганды к Anno X была Выставка фашистской революции.
На большинстве территории Италии календарь прекратили использовать после падения фашистского режима в 1943 году (Anno XXI), но его продолжали использовать в марионеточной Республике Сало вплоть до смерти Муссолини в апреле 1945 года (Anno XXII).